# Moreno Valley, California
Moreno Valley este un oraș din California, SUA, cu o populație de 211.600. Se află la o altitudine de 1.631 picioare deasupra nivelului mării. Are o suprafață de 133,304995 km². Populația este de 208.634 locuitori, determinată în 1 aprilie 2020, prin recensământ.